# Лавака (Арканзас)
Лавака (енгл. Lavaca) град је у америчкој савезној држави Арканзас.

## Демографија
По попису из 2010. године број становника је 2.289, што је 464 (25,4%) становника више него 2000. године.
| Група             | 2000.         | 2010.         |
| Белци             | 1.721 (94,3%) | 2.131 (93,1%) |
| Афроамериканци    | 3 (0,2%)      | 8 (0,3%)      |
| Азијати           | 0 (0,0%)      | 10 (0,4%)     |
| Хиспаноамериканци | 39 (2,1%)     | 50 (2,2%)     |
| Укупно            | 1.825         | 2.289         |